# Zook
Zook è un personaggio immaginario che comparve nei fumetti pubblicati dalla National Periodical Publications (ora nota con il nome di DC Comics) negli anni sessanta. Fu il partner del supereroe marziano J'onn J'onnz, Martian Manhunter. La prima comparsa pubblica di Zook avvenne nella storia "The Invaders from the Space Warp" tratto da Detective Comics n. 311 (gennaio 1963).

## Origini
Zook fu uno dei quattro esseri da "un mondo parallelo di un'altra dimensione" la cui prima comparsa sulla Terra avvenne sulla Jade Island (un'isola immaginaria la cui locazione non è specificata). Tutti e quattro giunsero sulla Terra attraverso una curvatura dello spazio che fu accidentalmente aperta da uno scienziato nel loro mondo. Dei quattro esseri alieni, due erano criminali (i nomi di entrambi non furono mai noti), un terzo era R'ell, che scelse di seguire i primi due, ed il quarto, che entrò nella curvatura dopo R'ell, era Zook, un tipo differente dagli altri tre, che R'ell soprannominò "un piccolo animale nocivo".
Dopo il loro arrivo sulla Jade Island, i due criminali alieni, armati di pistole laser, derubarono un negozio. Tutto ciò catturò l'attenzione della poliziotta Diane Meade, che era in vacanza sull'isola. Meade contattò il Capitano Harding, che a sua volta mise al corrente il Detective John Jones. Jones si trasformò nella sua altra identità, il supereroe noto come il Manhunter di Marte, e volò sull'isola.
Il primo alieno che incontrò fu Zook, che fu cacciato dalla popolazione locale a causa del suo aspetto. Uno degli isolani lanciò un ramo verso la testa di Zook, che lo mise k.o.. Manhunter rassicurò gli isolani che poteva occuparsi di lui, così la popolazione lo lasciò al suo lavoro.
Prima che Manhunter potesse farlo rinvenire, sentì il rumore di una pistola laser. Giunse quindi alla conclusione che dovevano essere i criminali alieni che utilizzavano quelle armi, e lasciò Zook per un istante così che potesse vedersela con gli alieni. Non appena lo videro arrivare, i due criminali gli spararono contro con le loro pistole, ma queste non avevano effetto su di lui. Riuscì facilmente a sbarazzarsi dei due e li portò nella prigione dell'isola, dove furono trattenuti.
In carcere, Manhunter apprese che c'era un quarto alino sull'isola. Trovò questo quarto essere, che si chiamava R'ell, e che gli spiegò di come giunsero sulla Terra attraverso una curvatura nello spazio. La curvatura era ancora accessibile dall'isola, e R'ell era determinato a trovare i criminali per riportarli nel loro mondo. La curvatura presto si sarebbe richiusa, così che Manhunter e R'ell dovettero correre alla prigione per sbrigarsi.
Nel frattempo, i criminali riuscirono ad evadere dal carcere utilizzando il potere di fare vibrare i propri corpi, ma così facendo causarono una lieve scossa di terremoto. Quando Manhunter e R'ell arrivarono alla prigione, i criminali se ne erano già andati. Furono seguiti da Meade che segretamente li seguì in un cottage vicino alla curvatura. I due criminali scovarono Meade e la minacciarono con le loro pistole, quando Manhunter e R'ell finalmente giunsero. I due eroi non poterono agire, in quanto gli alieni criminali avevano con loro un ostaggio. Improvvisamente, i due criminali cominciarono a saltare in tondo e a piangere, colti dal dolore. Zook, che era riuscito a trovare il cottage, era saltato addosso ai due malviventi e con i suoi poteri aveva generato calore su calore nel pavimento sotto di loro. Mentre i due erano distratti dal calore, Diane riuscì a mettersi in salvo. Manhunter riuscì ad afferrare i due e li diede a R'ell dicendogli di tenerli stretti: quindi li prese tutti e tre e volò attraverso la curvatura nello spazio dove riuscì a scaraventarli nel loro mondo giusto un secondo prima che si chiudesse.
Sfortunatamente per lui, Manhunter si dimenticò di Zook, che dovette rimanere sulla Terra ora che la curvatura si richiuse. A Zook sembrò piacere Manhunter e gli saltò tra le braccia: da lì in poi, Manhunter lo tenne con sé come animale domestico.

## Altre avventure
Presto, Zook imparò a parlare la lingua terrestre (dato che la DC Comics è americana, imparò la lingua inglese) e divenne il partner di Manhunter nella sua lotta la crimine. Comparve nelle storie "Manhunter from Mars" pubblicate in Detective Comics n. 311, 312, dal n. 314 al n. 318, dal n. 320 al n. 322, n. 325 e 326.